# NGC 3621
NGC 3621 es una galaxia espiral alrededor de 22 millones de años luz de distancia en la constelación de la Hidra (la serpiente de mar) . Es relativamente brillante y puede ser bien visto en telescopios de tamaño moderado.
- Datos: Q1105652
- Multimedia: NGC 3621 / Q1105652